# Ameera al-Taweel
Ameera bint Aidan al-Taweel (in arabo أميرة الطويل‎?; Riyad, 6 novembre 1983) è una principessa e filantropa saudita.

## Primi anni di vita e formazione
La principessa Ameera al-Taweel è nata a Riad il 6 novembre 1983. È figlia di Aidan bin Nayef Al-Taweel Al-Otaibi, appartenente a un ramo cadetto della Casa di Sa'ud. Dopo il divorzio dei genitori è cresciuta con la madre e i nonni nella capitale. A 18 anni ha incontrato per la prima volta il principe Al-Walid bin Talāl durante lo svolgimento di un'intervista per un giornale scolastico. Incontratisi nuovamente sei anni più tardi, si sono sposati pochi mesi dopo, nel 2008  e hanno divorziato nel novembre 2013, pur rimanendo reciprocamente amici e collaboratori in varie iniziative sia economiche sia umanitarie a livello internazionale. Cinque anni dopo il divorzio, il 9 settembre 2018, Ameera si è risposata a Parigi con Khalifa bin Butti al-Muhairi, un miliardario imprenditore saudita di 39 anni.
La principessa Ameera ha conseguito una laurea magna cum laude in Business Administration presso l'Università di New Haven.

## Attività umanitarie
Come vice-presidente e capo del comitato esecutivo della Fondazione Al-Walid bin Talāl in Arabia Saudita, della Fondazione Globale Al-Walid bin Talāl (ora conosciuto con il nome di Al-Walid Philanthropies), e presidente di Time Entertainment, la principessa Ameera supporta una vasta gamma di progetti umanitari sia in Arabia Saudita che nel resto del mondo. La Fondazione è un'organizzazione internazionale, senza scopo di lucro dedicata al sostegno di programmi e progetti finalizzati alla riduzione della povertà, al soccorso in caso di catastrofe, al dialogo inter-religioso e all'empowerment delle donne.
Come ex moglie del presidente della Kingdom Holding Company, viaggia molto per conto delle Fondazioni Al-Walid bin Talal, nel tentativo di comprendere meglio le sfide più pressanti. Visitando le ONG e le altre organizzazioni umanitarie e di sviluppo, promuove e migliora l'immagine delle donne saudite, anche grazie alla realizzazione di progetti e alla conduzione di viaggi di servizio sul campo. Ha visitato più di settantuno paesi.
La principessa ha inaugurato il Villaggio Orfanotrofio Al-Walid bin Talāl in Burkina Faso  e viaggiato in Pakistan per fornire aiuti e soccorso alle vittime delle inondazioni del paese e per sostenere l'istruzione. Con il principe Filippo, duca di Edimburgo, ha anche formalmente aperto il Centro di Studi Islamici Principe Al-Walid bin Talāl presso l'Università di Cambridge. In tale occasione ha ricevuto dal principe consorte, una medaglia in riconoscimento delle sue azioni filantropiche. Più recentemente ha guidato una missione di soccorso in Somalia, dove lei e il suo ex marito, hanno curato la distribuzione di aiuti sponsorizzati dalla Fondazione.
La principessa Ameera ha parlato pubblicamente negli Stati Uniti a NBC Today, CNN International  e NPR, così come alle riviste Time e Foreign Policy a sostegno sia del diritto alle donne di guidare nel suo paese che alla questione più ampia dell'emancipazione generale femminile nel contribuire pienamente alla società saudita.
La sua opera è stata descritta su Newsweek, sul Daily Beast e sull'Huffington Post, ed è stata intervistata da Piers Morgan. In una sessione speciale della Clinton Global Initiative del 2011 ha tenuto una conferenza dal titolo "Voci per il cambiamento nel Medio Oriente e nel Nord Africa", in cui ha esposto il suo punto di vista sugli attuali movimenti per il cambiamento nella regione con l'ex presidente americano Bill Clinton. Ha descritto il suo approccio alla riforma come "un'evoluzione, non una rivoluzione". Nel suo discorso ha detto:
Dice anche di voler essere tra le prime donne a guidare sulle strade saudite. La principessa Ameera è stata recentemente intervistata da Charlie Rose su Bloomberg e ha parlato del suo lavoro per la parità di diritti e l'empowerment delle donne in Arabia Saudita attraverso le Fondazioni Al-Walid. Il suo ex-marito è stato avvertito da suo fratello, il principe Khalid, noto conservatore, di controllare le apparizioni nei media di Ameera, altrimenti la volta successiva sarebbero stati puniti senza preavviso.
È membro del consiglio di amministrazione di Silatech, un'organizzazione internazionale per l'occupazione giovanile con un focus sull'empowerment della gioventù nel mondo arabo, attraverso la creazione di posti di lavoro e maggiori opportunità economiche per affrontare la disoccupazione nella regione. È membro onorario dell'Associazione dei bambini disabili e del consiglio onorario della Società saudita di volontariato. È fondatrice e CEO di Time Entertainment e cofondatrice di Tasamy, una fondazione che impiega cittadini sauditi disoccupati.
Nel 2011, la principessa Ameera ha ricevuto l'ITP Special "Humanitarian Award" per conto della Fondazione Al-Walid bin Talāl alla cerimonia degli Arabian Business Achievement Awards.
 È stata la persona di più alto profilo tra i nuovi arrivati nella lista delle cento donne amministratrici delegate di impresa del mondo arabo del 2012 con un quarto posto in classifica. Nello stesso anno, inoltre, ha ricevuto la Woman Personality of the Year Award dal Middle East Excellence Award Institute.
In pubblico, durante incontri o conferenze o interviste, la principessa ha sempre mostrato un carattere amabile, pieno di grazia e di cordialità, ma il suo comportamento ha anche rivelato all'occasione un'indole fiera e assolutamente indipendente: si pensi per esempio allo scalpore che suscitò la sua richiesta di divorzio, in un Paese dove non sono mai le donne a prendere questa iniziativa, oppure all'adozione di un abbigliamento di tipo occidentale, o ancora al suo rifiuto di indossare il velo islamico, salvo in particolari occasioni. Non è escluso che questo spirito istintivo di giusta e orgogliosa libertà le derivi anche dall'antica origine beduina della sua stirpe.